# كاميرون بيرس
كاميرون بيرس (بالإنجليزية: Cameron Pierce)‏ هو كاتب أمريكي، ولد في 23 مايو 1988.